# Libistros i Rodamne
 Libistros i Rodamne – romans bizantyński z XIV wieku.
Powieść poetycka Libistros i Rodamne znana jest w rękopisach jako Wiersze bardzo erotyczne – opowiadanie Libistrosa (Stíchoj polý erotikój – Aphégesis Lybístru). Utwór liczy sobie 3841 nierymowanych wierszy politycznych. Składa się z dwóch wyraźnie odrębnych części. Narratorem obydwu jest powracający do domu, do swej ukochanej, Klejtobos. W pierwszej części romansu Klejtobos opowiada o losach zachodniego rycerza Libistrosa, o których usłyszał od niego samego. Libistros wszedł do świątyni Erosa i otrzymał przepowiednię, że pozyska miłość indyjskiej księżniczki, Rodamny. Jakoż istotnie zyskuje ją, potem traci dziewczynę, by dopiero po wielu trudach i przeszkodach na zawsze się z nią połączyć i zostać królem Srebrnogrodu (Argyrokastron). Na tym kończy się pierwsza część utworu. Drugą część romansu wypełniają dzieje miłości Klejtobosa. Zakochał się on nieszczęśliwie w perskiej księżniczce Myrtanie. Myrtana wychodzi jednak za mąż za innego. Klejtobos pomaga Libistrosowi w odzyskaniu ukochanej Rodamny, w zamian za to otrzymuje za żonę siostrę Rodamny, Melantię. Melantia jednak niebawem umiera, a Klejtobos wraca do ojczyzny. Na miejscu okazuje się że, nieszczęśliwie kochaną przez niego Myrtana została wdową. Klejstobos poślubia ją i tak szczęśliwie kończą się jego przygody.
Swoisty wdzięk utworu płynie z pomieszania kultury francuskiej z grecko-orientalnym obrazem życia codziennego. Jak w innych utworach tego nurtu niemałą rolę odgrywają w nim czary. Jest w nim i czarownica i czarodziejski pierścionek. W odróżnieniu od  Beltandra i Chrysantzy poemat jest utrzymany w bardziej wykwintnym tonie, a partie erotyczne cechuje większy umiar. Utwór powstał w XIV wieku, najprawdopodobniej na Cyprze, o czym świadczą liczne elementy cypryjskiego dialektu ludowego.